# Pascal Winter
Pascal Winter (* 16. November 1994) ist ein deutscher Volleyballspieler.

## Karriere
Winter begann seine Karriere beim SC Korb. Von 2012 bis 2014 spielte er bei den Barock Volleys MTV Ludwigsburg. Danach wechselte der Außenangreifer zum Süd-Zweitligisten SV Fellbach. 2017 kehrte er zurück nach Ludwigsburg, wo er zusätzlich das Amt des Teammanagers übernahm. Mit dem Verein schaffte er 2019 den Aufstieg in die Dritte Liga Süd und 2023 in die Zweite Liga Süd. In der Saison 2024/25 gelang dem Verein dann der Aufstieg in die erste Liga. Winter spielt auch 2025/26 für Ludwigsburg.